# هلموت گریم
هلموت گریم (انگلیسی: Helmut Griem؛ ۶ آوریل ۱۹۳۲ – ۱۹ نوامبر ۲۰۰۴) یک هنرپیشه اهل آلمان بود. وی بین سال‌های ۱۹۵۶ تا ۲۰۰۲ میلادی فعالیت می‌کرد.
از فیلم‌ها یا برنامه‌های تلویزیونی که وی در آن نقش داشته است می‌توان به صحرای تاتارها، لودویگ، کاباره، کوه جادو، عقاید یک دلقک و سفر نفرین‌شده اشاره کرد.